# SCF (azienda)
SCF è una società costituita nel 2000 composto da oltre 500 case discografiche, major e indipendenti, con lo scopo di raccogliere e successivamente ripartire i compensi, dovuti ad artisti e produttori per la diffusione in pubblico di musica registrata, nel rispetto di quanto stabilito dalle direttive dell'Unione europea e dalla legge sul diritto d'autore italiano.

## Descrizione
SCF gestisce i contratti per l'utilizzo del repertorio discografico nazionale e internazionale pubblicato in Italia. Attraverso il rilascio di un'unica licenza SCF permette la diffusione in pubblico del repertorio musicale delle case discografiche rappresentate (ad oggi pari a oltre 31 milioni di brani in catalogo), nonché di effettuare le copie tecniche funzionali all'utilizzo.
Le direttive dell'Unione Europea e la legge sul diritto d'autore italiano riconoscono e tutelano sia i diritti degli autori che compongono i brani (gestiti da Siae), sia i diritti dei produttori che realizzano le registrazioni musicali (i diritti discografici). Ciò significa che per diffondere in pubblico musica registrata (quando protetta da diritto d'autore), qualunque sia il mezzo utilizzato (radio, televisione, supporto audio, ecc.), è necessario riconoscere un compenso a SCF, autonomo rispetto a quanto dovuto alla SIAE per autori ed editori.
SCF gestisce i diritti per la maggior parte delle occasioni in cui viene diffusa in pubblico musica registrata, sia in formato audio sia video, appartenente al repertorio delle imprese discografiche rappresentate.
Ciò avviene comunemente nei seguenti contesti:
- trasmissioni radiofoniche e televisive;
- trasmissioni via satellite;
- attività che utilizzano musica a scopo di lucro (es. discoteche, sfilate di moda, corsi di fitness);
- attività per le quali la musica costituisce un elemento di valore aggiunto al business (es. bar, ristoranti, alberghi, esercizi commerciali con musica registrata in diffusione).

La società si occupa, inoltre, di alcuni dei diritti legati alle forme di utilizzo di musica attraverso internet e le nuove tecnologie: simulcasting, webcasting, download, mobilecasting.
È uno dei soggetti formalmente legittimato alla raccolta dei compensi per i diritti discografici. La diffusione in forma pubblica di opere coperte dal diritto d'autore - qualsiasi sia il mezzo utilizzato - senza il corrispettivo pagamento, è inoltre perseguibile, come riaffermato da più tribunali italiani.

## La normativa

### Diritti discografici
Le direttive dell'Unione Europea e la Legge sul diritto d'autore (L. 633/41) riconoscono ai produttori discografici e agli artisti interpreti ed esecutori un compenso in caso di pubblica diffusione delle registrazioni musicali (diverso e indipendente dal compenso dovuto a Siae) e conferiscono alle imprese discografiche il diritto esclusivo di autorizzare le duplicazioni di tali registrazioni.
La legge intende così tutelare gli investimenti del produttore discografico, che impegna risorse per realizzare il prodotto musicale e il lavoro dell'artista che presta la propria interpretazione per l'incisione discografica. Per diffondere musica registrata in un luogo pubblico, qualunque sia il mezzo utilizzato (radio, tv, cd, computer, lettore mp3, radio in store, ecc.) è quindi necessario riconoscere un compenso ai produttori discografici, titolari delle registrazioni musicali ed agli artisti interpreti ed esecutori delle stesse.

### La norma di riferimento
- Legge 22 aprile 1941 n. 633
- Protezione del diritto d'autore e di altri diritti connessi al suo esercizio
(G.U. n.166 del 16 luglio 1941)

## L'idoneità di SCF
Il D.P.C.M. 19 dicembre 2012 (Pubblicato in G.U. n. 59 in data 11 marzo 2013) prevede i requisiti minimi necessari per le imprese che svolgono attività di intermediazione dei diritti connessi al diritto d'autore, come SCF e i relativi oneri di comunicazione.
SCF ha adempiuto a quanto previsto dal menzionato D.P.C.M. e figura nell'elenco delle imprese di intermediazione dei diritti connessi al diritto d'autore che hanno comunicato l'inizio dell'attività e che hanno ottemperato agli obblighi di comunicazione previsti dalla normativa, pubblicato sul sito della Presidenza del Consiglio dei Ministri - Dipartimento per l'Informazione e l'Editoria.